# Флаг Девицкого сельского поселения (Семилукский район)
Флаг муниципального образования Деви́цкое сельское поселение Семилукского муниципального района Воронежской области Российской Федерации — опознавательно-правовой знак, служащий официальным символом муниципального образования.
Флаг утверждён 31 мая 2012 года решением Совета народных депутатов Девицкого сельского поселения № 127 и 2 июля 2012 года внесён в Государственный геральдический регистр Российской Федерации с присвоением регистрационного номера 7781.

## Описание
«Прямоугольное двухстороннее полотнище зелёного цвета с отношением ширины к длине 2:3, несущее изображение фигур герба Девицкого сельского поселения, выполненное белыми, серыми, жёлтыми и оранжевыми цветами».
Геральдическое описание герба гласит: «В зелёном поле — погрудно выходящая серебряная дева с таковыми же распущенными волосами, в венке из золотых ромашек, держащая перед собой обеими руками золотой ключ, положенный в пояс и имеющий вместо двойной бородки мурованную, со сквозной аркой без порога, зубчатую башню».

## Обоснование символики
Флаг Девицкого сельского поселения отражает исторические, культурные, социально-экономические, национальные и иные местные традиции.
Девицкое сельское поселение фактически является пригородом Воронежа, его западными воротами. Административный центр сельского поселения (село Девица) расположен на одноимённой реке. Первоначально село было основано в начале XVII века ниже по течению реки Девица, на её правом берегу, почти у места впадения в реку Дон. Ныне на этом месте расположено село Старое (Старая Девица). В настоящее время сельское поселение является территорией развития и комплексной застройки жилых домов.
Символика флага поселения многозначна:
— образ молодой девушки (девицы), с распущенными волосами развивающимся подобно серебряным волнам реки — гласный образ названия реки, села, поселения;
— ключ в руках девицы — является символом фактическим западных ворот Воронежа;
— зубчатая башня — символ будущей жилищной застройки поселения — резерва развития областного центра.
Зелёный цвет символизирует молодость, весну, здоровье, природу и надежду на светлое будущее.
Белый цвет (серебро) — символ чистоты, открытости, божественной мудрости, примирения.
Жёлтый цвет (золото) — символ высшей ценности, величия, богатства, урожая.